# 低级语言

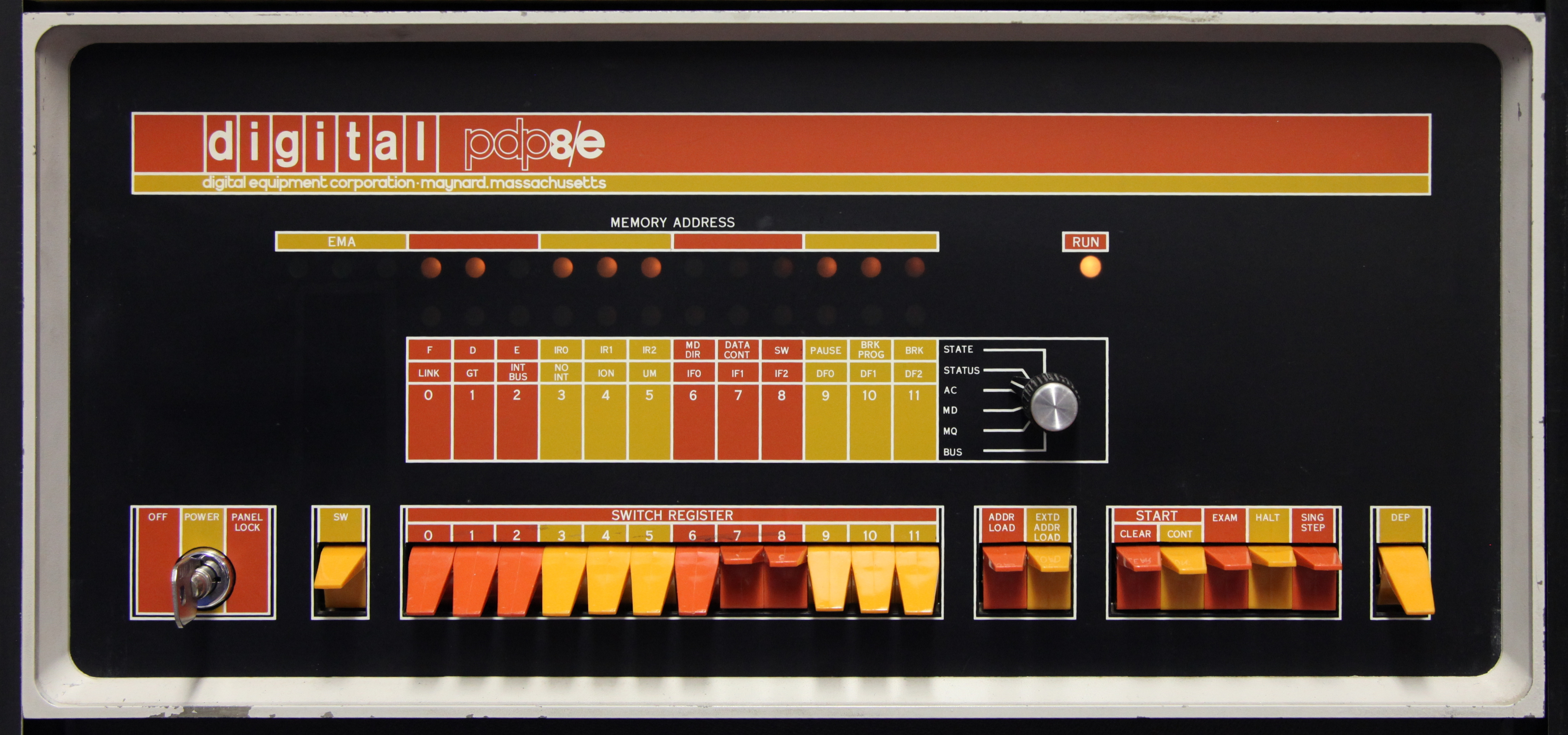
Digital pdp8电脑早期的机械开关，属于低级语言的一种，直接用物理开关控制。

低级语言（英語：Low-level programming language），是计算机科学相关的术语，指的是一类電腦程式語言。該類程式語言之所以被稱為低階（低级），是因为它很少提供或不提供计算机的指令集体系结构——也就是语言映射中与处理器指令紧密相关的命令或函数。“低级”一词是指其和机器语言之间很少或根本不存在一定程度的抽象，因此低级语言有时被描述为“接近硬件”。用低级语言编写的程序往往是相对不可移植的。
低级语言一般指机器代码或汇编语言。但是低階與高階其實只是相對的概念，比如Java對比C語言可以被認為是一種相對高階的程式語言。
低级语言可以在没有编译器或解释器的情况下转换为机器码——第二代编程语言使用称为汇编器的简单处理器——并且生成的代码直接在处理器上运行。使用低级语言编写的程序可以运行速度非常快，而占用的内存较少。相应的，高级语言中的等效程序可能效率较低并使用更多内存。低级语言尽管在代码层面上很简单，但由于程序员必须记住许多技术细节，因而难以使用。相比之下，高级编程语言将计算机体系结构的执行语义与程序规范隔离开来，这简化了开发。
低级编程语言有时可分为两类：第一代和第二代。